# Le Parc (Manche)
Le Parc (Manche) is een gemeente in het Franse departement Manche (regio Normandië). De plaats maakt deel uit van het arrondissement Avranches. Le Parc (Manche) is op 1 januari 2016 ontstaan door de fusie van de gemeenten Braffais, Plomb en Sainte-Pience. De gemeente telde 907 inwoners op 1 januari 2022.

## Geografie
De oppervlakte van Le Parc bedroeg op 1 januari 2022 22,63 vierkante kilometer; de bevolkingsdichtheid was toen 40,1 inwoners per km².

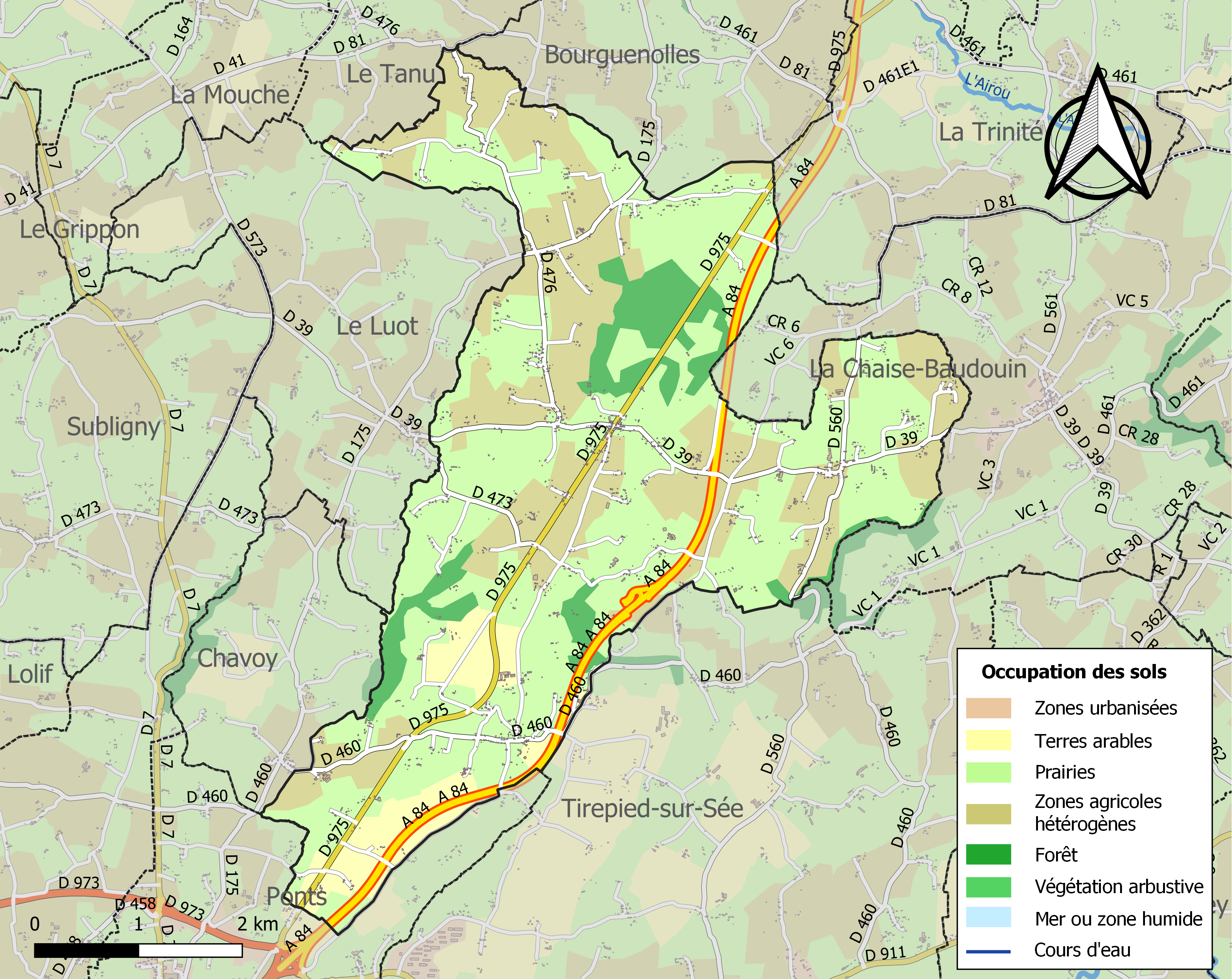
Kaart van de gemeente met de belangrijkste infrastructuur, bodemgebruik en omliggende gemeenten